# Mittelklingensporn
Mittelklingensporn ist ein Gemeindeteil der Stadt Naila im oberfränkischen Landkreis Hof in Bayern. Mittelklingensporn liegt in der Gemarkung Froschgrün.

## Geografie
Die Einöde bildet mit Oberklingensporn im Süden und Unterklingensporn im Norden eine geschlossene Siedlung. Diese liegt an der Selbitz und an der Staatsstraße 2195, die entlang der Selbitz nach Naila (2,1 km südlich) bzw. nach Marxgrün verläuft (1,5 km nordwestlich).

## Geschichte
1500 erhielt Stephan Oberländer vom Markgraf Friedrich V. einen Hof zu Lehen. 1557 besaßen die Herren von Reitzenstein das Anwesen.
Klingensporn gehörte teils zur Realgemeinde Naila, teils zur Realgemeinde Froschgrün. Gegen Ende des 18. Jahrhunderts bestand Ober-, Mitter- und Unterklingensporn aus drei Anwesen. Die Hochgerichtsbarkeit hatte das bayreuthische Vogteiamt Naila. Grundherren waren das Rittergut Frosch- und Schneckengrün (2 Häuser) und das Kastenamt Lichtenberg (1 Hammer).
Von 1797 bis 1810 unterstand Mittelklingensporn dem Justiz- und Kammeramt Naila. Infolge des Ersten Gemeindeedikts wurde Mittelklingensporn dem 1812 gebildeten Steuerdistrikt Naila und der zugleich entstandenen Munizipalgemeinde Naila zugewiesen. Mit dem Zweiten Gemeindeedikt kam Mittelklingensporn an die Ruralgemeinde Froschgrün. Diese wurde 1920 nach Naila eingemeindet.

### Einwohnerentwicklung
| Jahr      | 1819  | 1861   | 1871   | 1885   | 1900   | 1925   | 1950   | 1961   | 1970   | 1987  |
| Einwohner | 17    | 14     | 14     | 21     | 9      | *      | 19     | 13     | 10     | 5     |
| Häuser    |       |        |        | 2      | 2      | *      | 2      | 2      |        | 1     |
| Quelle    | [ 7 ] | [ 10 ] | [ 11 ] | [ 12 ] | [ 13 ] | [ 14 ] | [ 15 ] | [ 16 ] | [ 17 ] | [ 1 ] |

## Religion
Mittelklingensporn ist seit der Reformation evangelisch-lutherisch geprägt und bis heute in die Stadtkirche Naila gepfarrt.